# 顕徳王后
顕徳王后 権氏（けんとくおうこう けんし、ヒョンドクワンフ クォンシ、永楽16年3月12日（1418年4月17日） - 正統6年7月24日（1441年8月10日））は、李氏朝鮮の第5代国王文宗の王后。第6代国王端宗の生母。諡号は仁孝順恵顕徳王后。花山府院君権専と海州府夫人崔氏の娘で本貫は安東権氏。

## 生涯
世宗13年（1431年）王世子珦（文宗）の後宮として、承徽で世子宮に入る。
1433年頃、良媛になり、1435年、敬恵公主を生む。
1437年、三番目の世子嬪に冊封。
1441年に李弘暐（後の端宗）を生んだが、3日後に産褥死した。諡号を顕徳嬪とされ、1450年に夫文宗が王位に即位した後に追尊された。

## 死後
怨霊となり、世祖の長男・懿敬世子（徳宗）に憑りつき、死に至らしめたとされる。
なお、世祖は1453年に癸酉靖難を起こして端宗を補佐する大臣らを除いて政権を掌握し、1455年には端宗に退位を強要している。
しかし、これは事実と全く合わないといえる。懿敬世子が死亡したのは1457年9月2日であるのに対し、顕徳王后の子の端宗が死亡したのはその約1ヶ月半後の10月24日である。懿敬世子が端宗よりも先に死亡しているため、顕徳王后の呪いで懿敬世子が死ぬという解釈は適切ではない。

### 廃位
顕徳王后の母、阿只と王后の弟、権自慎は成三問などとともに端宗復位運動をして1456年に処刑されて、端宗は1457年旧暦6月21日に魯山君に降格される。
一方もう死亡した顕徳王后とその父権専は、阿只と権自慎の罪によって連座刑が下され、権専は1456年旧暦7月7日、顕徳王后は1457年6月26日にそれぞれ廃庶人になった。

### 復位
成宗の時に顕徳王后を顕徳嬪に復位したが王妃としての復位は、顕徳王后の連座制適用が適当ではないという意見が上って来た以後合意を経て1513年3月12日に中宗が顕徳王后を、1699年7月15日に粛宗が権専の名誉回復をする。

## 家族
- 父：判漢城府事 贈 領議政 花山府院君 景恵公 権専（1372-1441）
- 母：海寧府夫人 海州 崔氏（名は阿只。?-1456）
- 夫：第5代国王 文宗
  - 長女：早世（?-1433）
  - 次女：敬恵公主（1436-1473）
  - 娘婿：寧陽尉 献愍公 鄭悰（敬恵公主の夫。本貫は海州 鄭氏）
    - 孫：海平府院君 昭平公 鄭眉寿（1456-1512。敬恵公主と鄭悰の息子）
    - 孫娘：敬恵公主と鄭悰の娘。

  - 長男：第6代国王 端宗
  - 嫁：定順王后宋氏（端宗の妻）

| 先代 昭憲王后 | 朝鮮王妃 在位：追尊 | 次代 定順王后 |